# .ro
.ro là tên miền quốc gia cấp cao nhất (ccTLD) của România. Được quản lý bởi Viện Nghiên cứu và phát triển công nghệ thông tin quốc gia. Vào tháng 5 năm 2004, 64.000 tên miền đã được đăng ký với tên miền.ro.